# Stora Sundby
Stora Sundby is een plaats in de gemeente Nynäshamn in het landschap Södermanland en de provincie Stockholms län in Zweden. De plaats heeft 80 inwoners (2005) en een oppervlakte van 17 hectare.